# EHF Champions League 1994/95
An der EHF Champions League 1994/95 nahmen 35 Handball-Vereinsmannschaften teil, die sich in der vorangegangenen Saison in ihren Heimatligen für den Wettbewerb qualifiziert hatten. Es war die 35. Austragung der EHF Champions League bzw. des Europapokals der Landesmeister. Der Titelverteidiger war CB Cantabria Santander. Die Pokalspiele begannen am 3. September 1994, das zweite Finalspiel fand am 22. April 1994 statt. Im Finale konnte sich Elgorriaga Bidasoa gegen Badel 1862 Zagreb durchsetzen.

## Modus
Vor der „Champions League“ genannten Gruppenphase wurde eine Ausscheidungsrunde, ein Sechzehntelfinale und ein Achtelfinale im K.-o.-System mit Hin- und Rückspiel durchgeführt. Die Sieger des Achtelfinals qualifizierten sich für die Gruppenphase mit zwei Gruppen mit je vier Mannschaften, in der in einer Gruppe jeder gegen jeden ein Hin- und Rückspiel hatte. Die beiden Gruppenbesten spielten im Finale mit Hin- und Rückspiel den Sieger der EHF Champions League der Saison 1994/95 aus.

## Ausscheidungsrunde
Die Hinspiele fanden am 3. September 1994 statt, die Rückspiele am 10./11. September 1994. Eine Ausnahme war die Begegnung zwischen GTU Shevardeni Tbilisi und Lokomotiva Trnava, Hin- und Rückspiel wurden am 5. und 7. September 1994 in Trnava gespielt.
|                        | Gesamt |                   | Hinspiel | Rückspiel |
| ---------------------- | ------ | ----------------- | -------- | --------- |
| GTU Shevardeni Tbilisi | 34:72  | Lokomotiva Trnava | 17:30    | 17:42     |
| Belasiza Petritsch     | 46:38  | HC Kehra Tallinn  | 24:17    | 22:21     |
| Pelister Bitola        | 56:57  | SKA Minsk         | 29:24    | 27:33     |

## Sechzehntelfinals
Die Hinspiele fanden am 8./9. Oktober 1994 statt, die Rückspiele am 15./16. Oktober 1994. OM Vitrolles und Handball Echternach hatten das Heimrecht getauscht.
|                      | Gesamt  |                       | Hinspiel | Rückspiel |
| -------------------- | ------- | --------------------- | -------- | --------- |
| Badel 1862 Zagreb    | 52:45   | HK Drott Halmstad     | 23:22    | 29:23     |
| Cantabria Santander  | 56:33   | Halkbank Ankara       | 27:15    | 29:18     |
| THW Kiel             | 53:36   | Lokomotiva Trnava     | 26:19    | 27:17     |
| KC Veszprém          | 46:39   | RK Celje              | 22:18    | 24:21     |
| KIF Kolding          | 53:49   | Valur Reykjavík       | 27:27    | 26:22     |
| Elgorriaga Bidasoa   | 61:43   | SKA Kiew              | 36:25    | 25:18     |
| OM Vitrolles         | 74:31   | Handball Echternach   | 36:21    | 38:10     |
| Belenenses Lissabon  | 50:50 * | AS Filippos Verias    | 33:24    | 17:26     |
| Hapoel Rishon LeZion | 38:38 * | Pfadi Winterthur      | 25:20    | 13:18     |
| HV Sittardia         | 39:36   | Initia HC Hasselt     | 24:21    | 15:15     |
| Dukla Prag           | 53:40   | Belasiza Petritsch    | 27:17    | 26:23     |
| Steaua Bukarest      | 48:48 * | Iskra Kielce          | 25:24    | 23:24     |
| ZSKA Moskau          | 72:45   | SPE Strovolou Nicosia | 41:19    | 31:26     |
| HC Granitas Kaunas   | 50:50 * | IL Runar Sandefjord   | 26:23    | 24:27     |
| HC Linz AG           | 56:49   | BK-46 Karis Handboll  | 32:24    | 24:25     |
| SKA Minsk            | 49:50   | Pallamano Trieste     | 21:23    | 28:27     |

## Achtelfinals
Die Hinspiele fanden am 12./13. November 1994 statt, die Rückspiele am 19./20. November 1994.
|                    | Gesamt |                     | Hinspiel | Rückspiel |
| ------------------ | ------ | ------------------- | -------- | --------- |
| Pfadi Winterthur   | 51:52  | KC Veszprém         | 26:23    | 25:29     |
| Iskra Kielce       | 42:56  | Elgorriaga Bidasoa  | 23:26    | 19:30     |
| HV Sittardia       | 41:54  | Cantabria Santander | 27:24    | 14:30     |
| Pallamano Trieste  | 34:36  | OM Vitrolles        | 20:17    | 14:19     |
| HC Linz AG         | 41:48  | THW Kiel            | 19:18    | 22:30     |
| Dukla Prag         | 49:46  | Filippos Verias     | 27:16    | 22:30     |
| ZSKA Moskau        | 49:54  | Badel 1862 Zagreb   | 32:21    | 17:33     |
| HC Granitas Kaunas | 49:54  | KIF Kolding         | 27:22    | 22:32     |

## Gruppenphase

### Gruppe A
| Pl. | Mannschaft          | Sp. | S | U | N | Tore      | Diff. | Punkte |
| --- | ------------------- | --- | - | - | - | --------- | ----- | ------ |
| 1.  | Badel 1862 Zagreb   | 6   | 4 | 1 | 1 | 0156:1470 | +9    | 9      |
| 2.  | Cantabria Santander | 6   | 3 | 1 | 2 | 0155:1250 | +30   | 7      |
| 3.  | KC Veszprém         | 6   | 2 | 2 | 2 | 0131:1470 | −16   | 6      |
| 4.  | KIF Kolding         | 6   | 1 | 0 | 5 | 0140:1630 | −23   | 2      |

### Gruppe B
| Pl. | Mannschaft         | Sp. | S | U | N | Tore      | Diff. | Punkte |
| --- | ------------------ | --- | - | - | - | --------- | ----- | ------ |
| 1.  | Elgorriaga Bidasoa | 6   | 4 | 0 | 2 | 0137:1260 | +11   | 8      |
| 2.  | THW Kiel           | 6   | 3 | 0 | 3 | 0137:1360 | +1    | 6      |
| 3.  | OM Vitrolles       | 6   | 3 | 0 | 3 | 0133:1330 | ±0    | 6      |
| 4.  | Dukla Prag         | 6   | 2 | 0 | 4 | 0139:1510 | −12   | 4      |

## Finale
Das Hinspiel fand am 17. April 1995 vor 3.000 Zuschauern in Irun statt, das Rückspiel am 22. April 1995 in Zagreb.
|                    | Gesamt |                   | Hinspiel | Rückspiel |
| ------------------ | ------ | ----------------- | -------- | --------- |
| Elgorriaga Bidasoa | 56:47  | Badel 1862 Zagreb | 30:20    | 26:27     |

 Elgorriaga Bidasoa 30:20 Badel 1862 Zagreb 
Elgorriaga Bidasoa: Tomas Svensson, Javier Barreto – Iñaki Ordoñez (7), Oleg Kisseljow (6), Nenad Peruničić (5), Aitor Etxaburu (4), Fernando Bolea (3), Armand Rubiño (3), Ángel Fernández (2), Javier de la Haza, Fernando Fernández, Ignacio Pujol. Trainer: Juantxo Villarreal.
Badel 1862 Zagreb: Valter Matošević (1), Venio Losert – Vladimir Jelčić (4), Irfan Smajlagić (4), Zvonimir Bilić (3), Slavko Goluža (3), Patrik Ćavar (2), Božidar Jović (2), Mirza Šarić (1), Ivo Glavinić, Ivica Obrvan, Ratko Tomljanović. Trainer: Vinko Kandija.
Schiedsrichter:  Svein Olav Øie und Bjørn Høgsnes
 Badel 1862 Zagreb 27:26 Elgorriaga Bidasoa 
Badel 1862 Zagreb: Valter Matošević, Venio Losert – Vladimir Jelčić (5), Božidar Jović (5), Slavko Goluža (4), Irfan Smajlagić (4), Patrik Ćavar (3), Mirza Šarić (3), Zvonimir Bilić (2), Valner Franković (1), Ivica Obrvan, Ratko Tomljanović. Trainer: Vinko Kandija.
Elgorriaga Bidasoa: Tomas Svensson, Javier Barreto – Nenad Peruničić (9), Fernando Bolea (5), Aitor Etxaburu (4), Oleg Kisseljow (4), Iñaki Ordoñez (2), Javier de la Haza (1), Armand Rubiño (1), Ángel Fernández, Fernando Fernández, David Rodriguez. Trainer: Juantxo Villarreal.
Schiedsrichter:  Per Elbrønd und Kjeld Løvqvist